# Valderrueda
Valderrueda är en kommun i Spanien.   Den ligger i provinsen Provincia de León och regionen Kastilien och Leon, i den norra delen av landet, 290 km norr om huvudstaden Madrid. Antalet invånare är 979. Arean är 160 kvadratkilometer. Valderrueda gränsar till Prado de la Guzpeña, Cistierna, Crémenes, Prioro, Boca de Huérgano, Velilla del Río Carrión, Guardo, Almanza och Cebanico. 
Terrängen i Valderrueda är kuperad.